# أجلا توملجانوفيتش
أجلا توملجانوفيتش (بالكرواتية: Ajla Tomljanović)‏ مواليد 7 مايو 1993 في زغرب، هي لاعبة كرة مضرب أسترالية بدأت مسيرتها كمحترفة سنة 2009 تلعب باليد اليمنى وتحتل حالياً المرتبة 74 (8 فبراير 2016) في تصنيف رابطة محترفات كرة المضرب. هي إحدى بطلات الجراند سلام. أعلى تصنيف لها كان 47.

## النهائيات

### الفردي: 1 (الوصافة 1)
| الحصيلة | الرقم | التاريخ        | الدورة                            | الأرضية | المنافس         | النتيجة       |
| ------- | ----- | -------------- | --------------------------------- | ------- | --------------- | ------------- |
| الوصافة | 1.    | 15 فبراير 2015 | تايلاند المفتوحة للسيدات، تايلاند | صلبة    | دانيلا هانتشوفا | 6-3, 3-6, 4-6 |

## الخط الزمني للزوجي
مفتاح
| ف | ن | ن.ن | ر.ن | د# | د.م | ل | أ.أ | ت | غ | ب | ف | ذ | م.خ | ل.ت |

(ف) فاز بالبطولة (ن) وصل النهائي (ن.ن) نصف النهائي (ر.ن) ربع النهائي (د#) الأدوار الأربعة الأولى (د.م) دور المجموعات (ل) شارك في كأس ديفيز (أ.أ) خرج من الأدوار الاولى (ت) خسر التصفيات التأهيلية (غ) غاب عن الحدث أو البطولة (ب) حصل على ميدالية برونزية (ف) حصل على ميدالية فضية (ذ) حصل على ميدالية ذهبية (م.خ) بطولة الماسترز خُفضت إلى مرتبة أقل (ل.ت) البطولة لم تعقد في السنة المعينة.
لتجنب الارتباك وازدواجية الحساب، يتم تحديث هذه المعلومات إما في نهاية البطولة، أو عندما تكون مشاركة اللاعب في البطولة قد انتهت.
| الدورة            | 2014 | 2015 | م.ف   | ف-خ |
| ----------------- | ---- | ---- | ----- | --- |
| أستراليا المفتوحة | ر.ن  | د2   | 0 / 2 | 4–2 |
| فرنسا المفتوحة    | د1   | د1   | 0 / 2 | 0–2 |
| بطولة ويمبلدون    | د1   | د3   | 0 / 2 | 2–2 |
| أمريكا المفتوحة   | د3   |      | 0 / 1 | 2–1 |
| الإجمالي          | 5–4  | 3–3  | 0 / 7 | 8–7 |

## روابط خارجية
- أجلا توملجانوفيتش على موقع رابطة محترفات التنس (الإنجليزية)
- أجلا توملجانوفيتش على موقع الاتحاد الدولي لكرة المضرب (الإنجليزية)
- أجلا توملجانوفيتش على موقع كأس بيلي جين كينغ (الإنجليزية)
- أجلا توملجانوفيتش على موقع اتحاد التنس الأسترالي (الإنجليزية)
- أجلا توملجانوفيتش على موقع بطولة ويمبلدون (الإنجليزية)
- أجلا توملجانوفيتش على موقع خلاصة التنس.كوم (الإنجليزية)
- أجلا توملجانوفيتش على موقع إي إس بي إن.كوم (الإنجليزية)
- أجلا توملجانوفيتش على موقع اللجنة الأولمبية الدولية (الإنجليزية)
- أجلا توملجانوفيتش على موقع أوليمبيديا (الإنجليزية)
- أجلا توملجانوفيتش على موقع اللجنة الأولمبية الأسترالية (الإنجليزية)